# Platynota larreana
Platynota larreana es una especie de polilla del género Platynota, tribu Sparganothini, subfamilia Tortricinae.

## Distribución
Se distribuye por Estados Unidos.

## Taxonomía
Fue descrita por Comstock en 1939 y publicada en Bulletin of the Southern California Academy of Sciences 38: 120.